# Citometría
La citometría (Cito: célula, metría: medición) es el análisis de las características de células ya sea mediante inspección al microscopio, o midiendo de manera automatizada propiedades particulares de las células.

## Citometría de flujo
La citometría de flujo es una técnica de análisis celular que implica medir las características de dispersión de luz y fluorescencia que poseen las células conforme se las hace pasar a través de un rayo de luz.
Para su análisis por citometría de flujo, las células deben encontrarse individualmente en suspensión en un fluido. Las células sanguíneas pueden analizarse prácticamente de manera directa, las células de tejidos sólidos deben primero dispersarse. Las células pueden hacerse pasar a muy altas velocidades (pueden llegar a alcanzarse velocidades cercanas a las 100,000 células por segundo).
Al atravesar el rayo de luz, las células interaccionan con este causando dispersión de la luz, basándose en la difracción de la luz en sentido frontal, se puede evaluar el tamaño de las células que pasan (parámetro denominado Forward Scatter) y al medir la reflexión de la luz de manera lateral se evalúa la granularidad o complejidad de estas (parámetro denominado Side Scatter).
Además de la dispersión de la luz, si previamente a su análisis se coloca a las células en presencia de anticuerpos monoclonales marcados con moléculas fluorescentes, se pueden evaluar que células poseen los antígenos complementarios a los anticuerpos monoclonales usados.
El uso de moléculas fluorescentes distintas (distintos colores de fluorescencia) permite analizar la presencia de varios marcadores de manera simultánea.
Si el análisis incluye la detección de fluorescencia hablamos estrictamente de citofluorímetros de flujo (los conocidos como "citómetros" o "FACS" (por "Fluorescence-Activated Cell Sorter"). Los citómetros de flujo pueden analizar partículas en función de su fluorescencia y tamaño. Los conocidos como separadores o "sorters" pueden también purificar poblaciones de características determinadas (por ejemplo, pueden separar los linfocitos T CD4+ de los CD8+) en distintas fracciones finales a la vez que realizan el conteo del número de células presentes en la muestra. 
Los aparatos de citometría de flujo pueden hacer análisis multiparamétrico, es decir, pueden combinar las medidas de distintos parámetros medidos sobre la misma célula y relacionarlos.

## Aplicaciones
La tecnología tiene aplicaciones en un número de campos, incluyendo la biología molecular, la patología, la inmunología, la biología vegetal y la biología marina. 
Es especialmente útil en el campo de la biología molecular cuando se usan anticuerpos etiquetados fluorescentemente. Estos anticuerpos específicos se unen a antígenos a las células diana y ayudan a dar información de las características específicas de las células rebuscadas en el citómetro. Tiene grandes aplicaciones en medicina (especialmente en trasplantes, hematología, inmunología de tumores y quimioterapia, genética y selección de esperma en IVF). 
En la biología marina, las propiedades autofluorescentes del plancton fotosintético pueden ser explotadas por citometría de flujo para tal de caracterizar la abundancia y estructura de las comunidades marinas. En la ingeniería de proteínas, la citometría de flujo se usa conjuntamente con la exhibición de levadura y la exhibición bacteriana para identificar las variantes de proteínas exhibidas en membrana con las propiedades deseadas. 

### Sociedades profesionales
- International Society for Analytical Cytology (ISAC) publica diversas revistas científicas dedicadas a la citometría de flujo (Cytometry, Current Protocols in Cytometry) y organiza mítines internacionales

### Laboratorios
- Purdue University Cytometry Laboratory
- Cardiff University Introducción a la Citometría de Flujo
- Cancer Research UK Laboratorio con un Flow-activated cell sorter (FACS)

### Libros
- Practical Flow Cytometry by Howard M. Shapiro

- Datos: Q5201367
- Multimedia: Cytometry / Q5201367